# Vinkovci

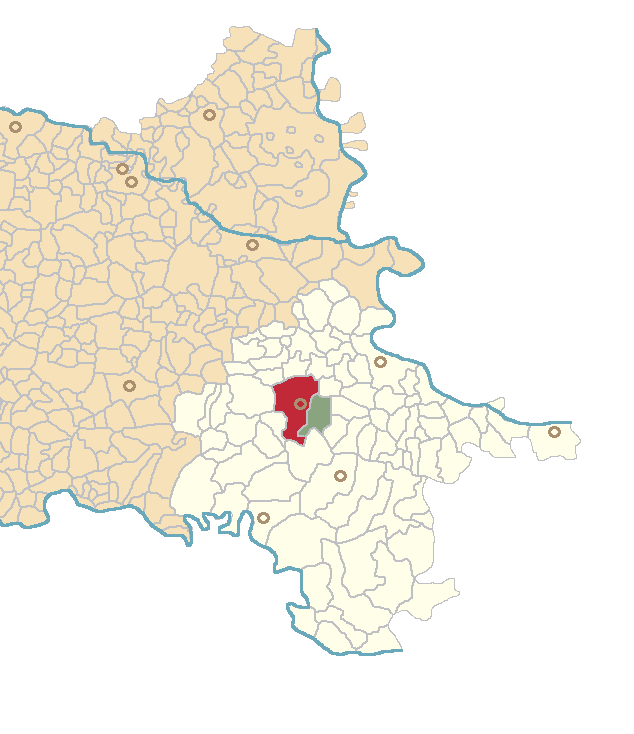
Lage der Stadt Vinkovci in der Gespanschaft Vukovar-Syrmien

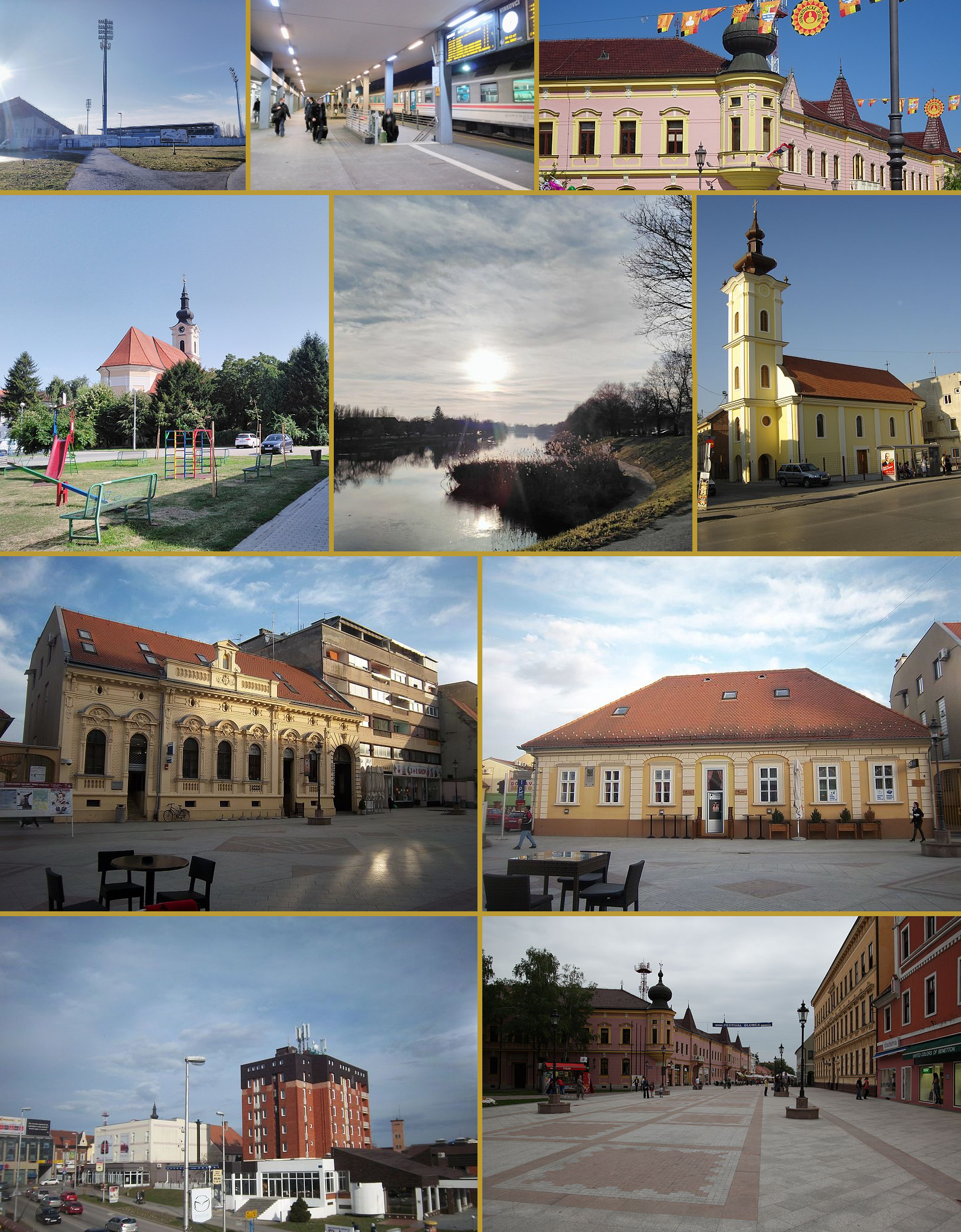
Stadtansichten

Vinkovci [ˈʋiːŋkɔːʋt͡si] (ungarisch Vinkovce, lateinisch Cibalae, deutsch Winkowitz) ist eine Stadt im Osten Kroatiens (35.312 Einwohner, 2011) unweit der Grenze zu Serbien. Die Kroaten stellen mit 92,35 Prozent die Mehrheit der Bevölkerung. Unter den Minderheiten stellen Serben die größte Gruppe (7 Prozent) dar.
Vinkovci ist Kreisstadt und liegt in der Gespanschaft (Županija) Vukovar-Syrmien in einem uralten Siedlungsgebiet. Das Stadtbild wird durch barocke Architektur geprägt. Vinkovci ist ein wichtiger Verkehrs- und vor allem Eisenbahnknotenpunkt, dessen Rangierbahnhof jedoch bereits stillgelegt ist. Die Stadt wird auch das „Tor Kroatiens“ genannt.

## Geographie
Vinkovci liegt ca. 16 km Luftlinie südwestlich von Vukovar, an beiden Ufern des Flusses Bosut, im östlichen Teil der slawonischen Ebene und ist ca. 34 km nördlich von Bosnien und Herzegowina entfernt.

## Geschichte

### Frühgeschichte
Vinkovci war schon in neolithischer Zeit (vor 7000 Jahren) besiedelt. Während der Bronzezeit konnte sich eine eigenständige Kultur entwickeln, die sog. Sopot-Kultur. Später siedelten hier vor allem illyrische Stämme, die dann von Kelten verdrängt wurden. 

### Antike
Nach der Eroberung Pannoniens durch die Römer entstand hier die römische Siedlung Cibalae, die wohl seit der Zeit Hadrians ein Municipium und seit dem 3. Jahrhundert n. Chr. die Colonia Aurelia Cibalae war. Die Stadt, die durch eine sie umgebende Mauer geschützt wurde und sich über eine Fläche von etwa 860 × 650 m erstreckte, war auch ein wichtiger Straßenknotenpunkt. Konstantin der Große errang in der Schlacht bei Cibalae am 8. Oktober 316 einen Sieg über Licinius.  Im 4. Jahrhundert brachte die Stadt zwei römische Kaiser hervor: Valentinian I. und Valens. Ein wichtiger archäologischer Fund ist der im Jahr 2012 geborgene spätantike Schatz von Vinkovci. Mit dem Untergang des Römischen Reiches ging auch Cibalae unter. 378 zerstörten die Westgoten die Stadt. Weitere Zerstörungen richteten die Hunnen, Gepiden, Ostgoten sowie Awaren an.
Der historische Stadtkern des heutigen Ortes liegt innerhalb der Mauer der römischen Siedlung von Colonia Aurelia Cibalae. Seit dem dritten Jahrhundert war die Stadt der Sitz einer frühchristlichen Diözese. Die zwei örtlichen Heiligen, Eusebius von Cibalae und Pollio von Cibalae, gehören in dieser Periode.

### Mittelalter
Um 800 ließen sich um die Ruinen der Stadt die slawischen Kroaten nieder. Sie gründeten das Dorf Sv. Ilija neben den Ruinen Cibalaes, das seit dem 11. Jahrhundert in ungarischen Chroniken erwähnt wird. Nach der Zerstörung durch den Mongolensturm von 1242 wurde das Dorf erstmals unter dem kroatischen Namen Vinko bzw. Vinkovci erwähnt. 1527 wurde die Siedlung von den Osmanen erobert und zerstört.

### Frühneuzeit
Nach der Vertreibung der Osmanen 1699 durch die Habsburger wurden die Bewohner der umliegenden Dörfer nach Vinkovci umgesiedelt. Dadurch entwickelte sich das Dorf wieder zu einer Stadt. In der Zeit der Habsburgermonarchie wurden in der Stadt und ihrem Umland verschiedene Bevölkerungsgruppen angesiedelt, aber vor allem Kroaten. Die verkehrsgünstige Lage kam der Entwicklung der Stadt auch in der österreichisch-ungarischen Monarchie zugute.
Während der Habsburgermonarchie ist die Stadt zum Militärzentrum geworden und hat ihre barocke Erscheinung bekommen.

### Neuzeit
In den turbulenten Zeiten des 20. Jahrhunderts wechselte die Stadt mehrmals den Herrn. Die letzten und größten Zerstörungen erlitt sie während des kroatischen Heimatkrieges 1990/91, als Vinkovci zentraler Kriegsschauplatz wurde und von der jugoslawischen Armee bombardiert wurde. Dabei wurde mehr als die Hälfte der Stadt zerstört, viele Menschen mussten fliehen.

## Politik

### Kommunalwahlen
Bei der Kommunalwahl vom 16. Mai 2021 waren 29.197 Bürgerinnen und Bürger in Vinkovci wahlberechtigt und aufgefordert den neuen Gemeinderat sowie den neuen Bürgermeister zu wählen, wovon 13.064 Menschen ihr Wahlrecht nutzten. Dabei gab es insgesamt 12.591 (96,46 %) gültige und 462 (3,54 %) ungültige Stimmen. Bei einer Wahlbeteiligung von 44,74 % kam es zu folgendem Ergebnis:
| Parteien und Wählergemeinschaften                                         | Parteien und Wählergemeinschaften                                                                                                | % 2021 | Stimmen 2021 | Sitze 2021 |
| HDZ / HSU / HSP                                                           | Hrvatska demokratska zajednica / Hrvatska stranka umirovljenika / Hrvatska stranka prava                                         | 49,0   | 6165         | 12         |
| DP                                                                        | Domovinski pokret | 15,5   | 1957         | 3          |
| MOST / HS / ŽZ                                                            | Most nezavisnih lista / Hrvatski suverenisti / Živi zid                                                                          | 14,2   | 1798         | 3          |
| SDP                                                                       | Socijaldemokratska partija Hrvatske                                                                                              | 10,6   | 1330         | 2          |
| KANDIDACIJSKA LISTA GRUPE BIRAČA                                          | Kandidacijska lista grupe birača                                                                                                 | 5,2    | 657          | 1          |
| HSS / HSLS / HNS / ZELENA LISTA Hrvatske stranke prava dr. Ante Starčević | Hrvatska seljačka stranka / Hrvatska socijalno-liberalna stranka / Hrvatska narodna stranka – Liberalni demokrati / Zelena lista | 3,5    | 446          | 0          |
| HSP AS                                                                    | Hrvatske stranke prava dr. Ante Starčević                                                                                        | 1,9    | 238          | 0          |
| Gesamt                                                                    | Gesamt | 100    | 12591        | 21         |
| Wahlbeteiligung                                                           | Wahlbeteiligung | 44,7 % | 44,7 %       | 44,7 %     |

### Bürgermeister
Bei der Wahl des Bürgermeisters im Mai 2021 waren die Einwohner in der Stadt Vinkovci aufgerufen, ein neues Oberhaupt zu wählen. Die Wahlbeteiligung lag bei 44,78 % und der amtierende Stadtchef Ivan Bosančić wurde für seine zweite Amtszeit mit 7.710 Stimmen (59,0 %) bestätigt.

### Wappen
Das Stadtwappen ist das historische Wappen der Stadt Vinkovci aus dem Jahr 1923.  Das Wappen ist durch silberne Streifen in drei Teile geteilt, einer horizontal und der andere vertikal. Das erste rechte Feld ist goldfarben und mit drei Weinreben verziert. Das linke Feld ist rot und zeigt drei Weizenstiele. Auf dem dritten unteren Feld befindet sich ein Steintisch in Weiß, und über dem Tisch schweben drei Störche. Über dem gesamten Wappen befindet sich eine goldfarbene Krone als Mauerwerk.

### Städtepartnerschaften
Vinkovci unterhält mit folgenden Städten eine Städtepartnerschaft:
- Ohrid, in der Region Südwesten (Nordmazedonien) in Nordmazedonien
- Camponogara, in der Region Venetien in Italien
- Kenzingen, im Landkreis Emmendingen in Baden-Württemberg, Deutschland
- Široki Brijeg, im Kanton West-Herzegowina in Bosnien und Herzegowina

## Bevölkerung
Laut Volkszählung im Jahre 2011 lebten in Vinkovci:
- 92,35 % Kroaten
- 4,87 % Serben
- 0,46 % Magyaren
- 2,32 % andere

| Bevölkerungsentwicklung | Bevölkerungsentwicklung | Bevölkerungsentwicklung | Bevölkerungsentwicklung | Bevölkerungsentwicklung | Bevölkerungsentwicklung | Bevölkerungsentwicklung | Bevölkerungsentwicklung | Bevölkerungsentwicklung | Bevölkerungsentwicklung | Bevölkerungsentwicklung | Bevölkerungsentwicklung | Bevölkerungsentwicklung | Bevölkerungsentwicklung | Bevölkerungsentwicklung | Bevölkerungsentwicklung | Bevölkerungsentwicklung |
| ----------------------- | ----------------------- | ----------------------- | ----------------------- | ----------------------- | ----------------------- | ----------------------- | ----------------------- | ----------------------- | ----------------------- | ----------------------- | ----------------------- | ----------------------- | ----------------------- | ----------------------- | ----------------------- | ----------------------- |
| 1857                    | 1869                    | 1880                    | 1890                    | 1900                    | 1910                    | 1921                    | 1931                    | 1948                    | 1953                    | 1961                    | 1971                    | 1981                    | 1991                    | 2001                    | 2011                    | 2021                    |
| 4493                    | 5773                    | 7315                    | 8123                    | 9832                    | 11670                   | 12640                   | 16038                   | 18633                   | 20834                   | 25313                   | 31605                   | 35944                   | 38580                   | 35912                   | 35312                   | 30394                   |

Bei der Volkszählung der ungarischen Behörden im Jahr 1910 waren von insgesamt 9220 Einwohnern 3698 Kroaten, 3160 Deutsche, 1391 Ungarn, 802 Serben und 169 andere Nationalitäten. Nach Konfessionszugehörigkeit waren 7.151 Personen römisch-katholisch, 776 reformiert und 823 griechisch-orthodox.
Laut der Volkszählung im Jahr 2001 waren von 35.912 Einwohnern 31.962 Kroaten (89 %), 2514 Serben (7 %), 215 Ungarn (0,6 %), 108 Roma (0,3 %) und 72 Ruthenen (0,2 %).
Die Stadt Vinkovci hat sich in den letzten einhundert Jahren bis 2011 verdreifacht. Mittlerweile ist auch hier ein deutlicher Bevölkerungsrückgang, wie in ganz Kroatien, deutlich zu erkennen.

## Sehenswürdigkeiten
- Die katholische Kirche der zwei Heiligen Eusebius und Polion wurde 1777 im Barockstil als einschiffiger Bau mit polygonaler Apsis und einem Glockenturm erbaut. Die Hauptfassade ist vertikal durch Doppelpilaster in drei Felder unterteilt, zwischen denen sich in der Bodenzone zwei halbkreisförmige Nischen befinden, in denen die Skulpturen des Heiligen Nikolaus untergebracht sind. In der Mitte befindet sich der rechteckige Haupteingang und neben der Ostfassade befindet sich eine Bodensakristei. Der Innenraum wurde im Stil eines Baldachingewölbes erbaut.[12]
- Das Pfarrhaus, gleich neben der katholischen Kirche, wurde zwischen 1777 und 1780 erbaut. Das Erdgeschoss hat einen Grundrisssockel in Form eines langgestreckten Rechtecks. Die Hauptfassade besteht aus einem Mittelteil mit einem Portal und der Eingang ist mit einer hölzernen, profilierten Tür versehen. Der Mittelteil endet mit einem halbkreisförmigen Tympanon und die Wandscheide ist durch Pilaster in Felder unterteilt, in denen die Fenster u-förmig geformt sind. Das Dach ist doppelwandig mit Pyramidenstumpf.[13]
- Das Gebäude der Kunstgalerie wurde als freistehendes Gebäude Ende des 18. Jahrhunderts und Anfang des 19. Jahrhunderts mit rechteckigem Grundriss errichtet. Während der Militärgrenze diente es als Sitz der damaligen Offiziere. Die Räume im Erdgeschoss sind gewölbt und unter dem Gebäude befindet sich ein Keller.[14]

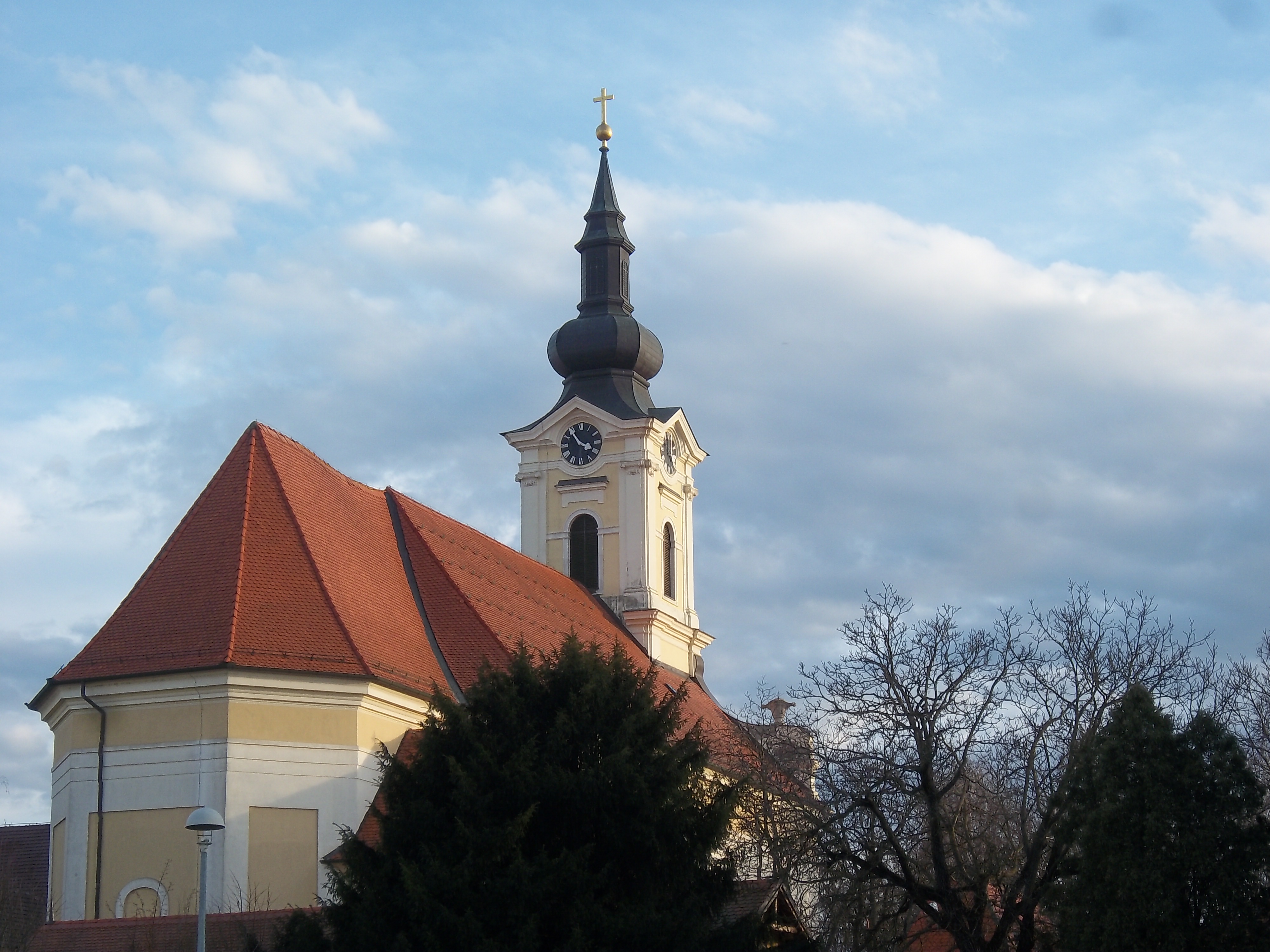
Katholische Kirche
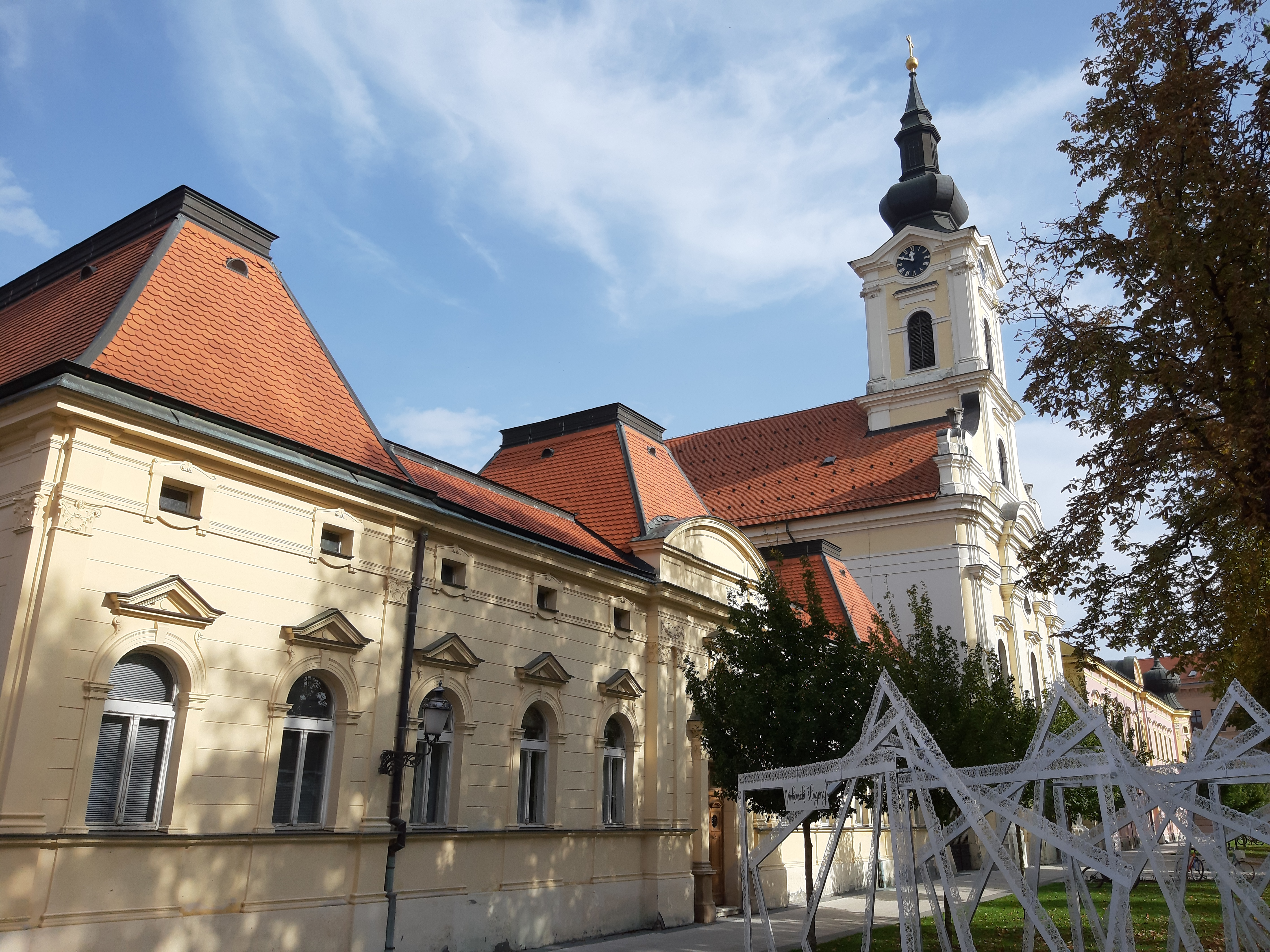
Pfarrhaus
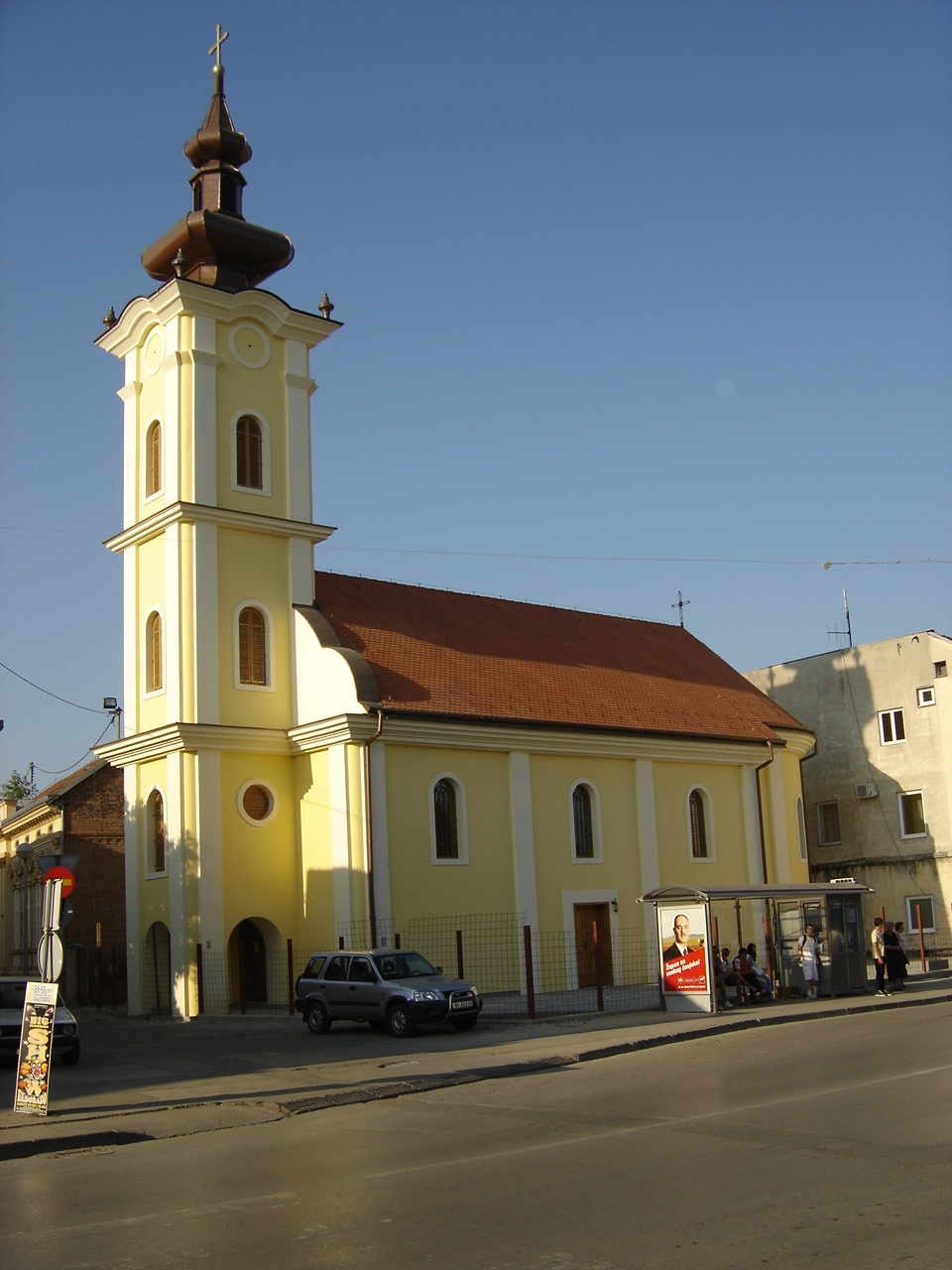
Orthodoxe Kirche
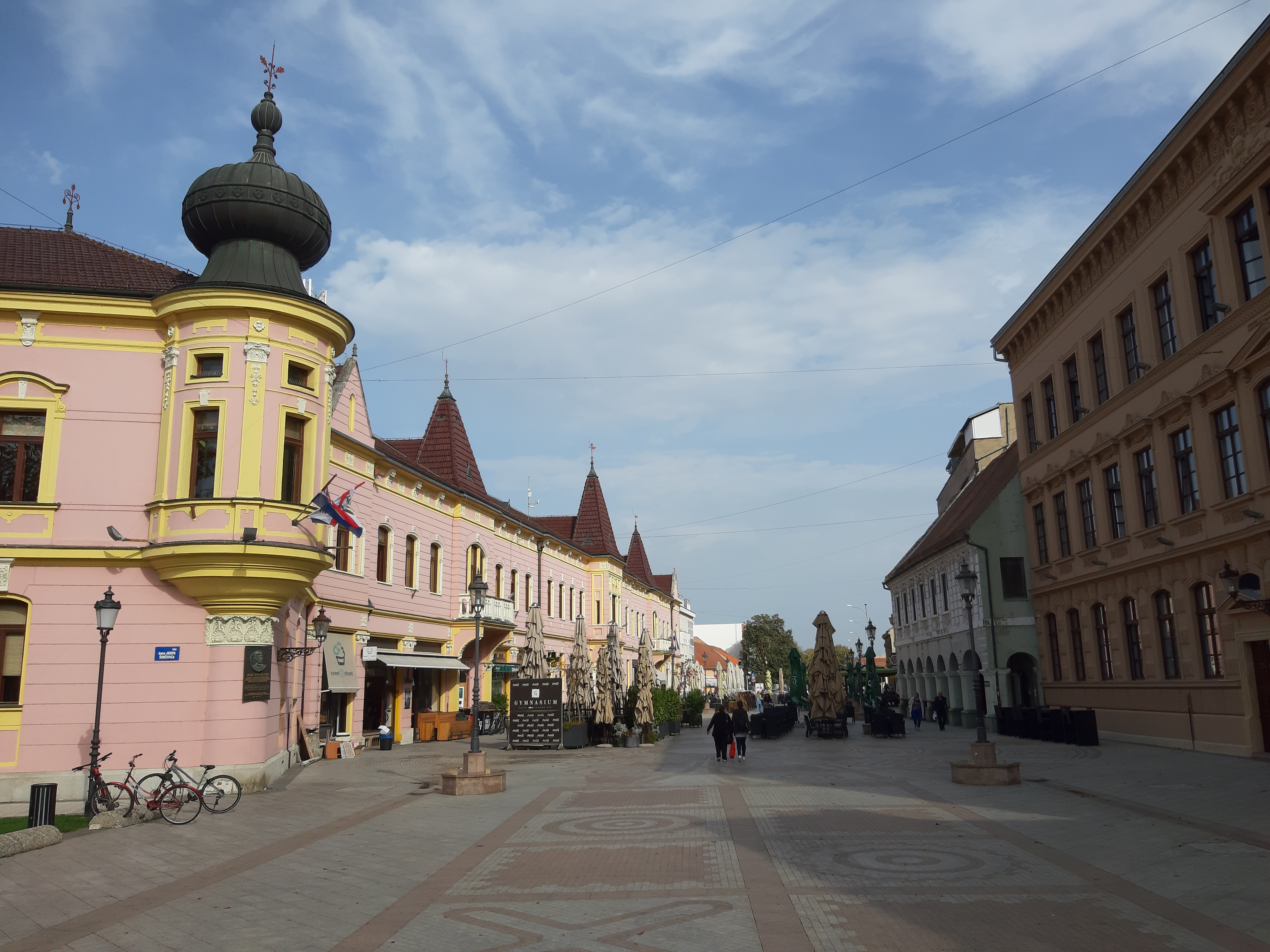
Stadtzentrum
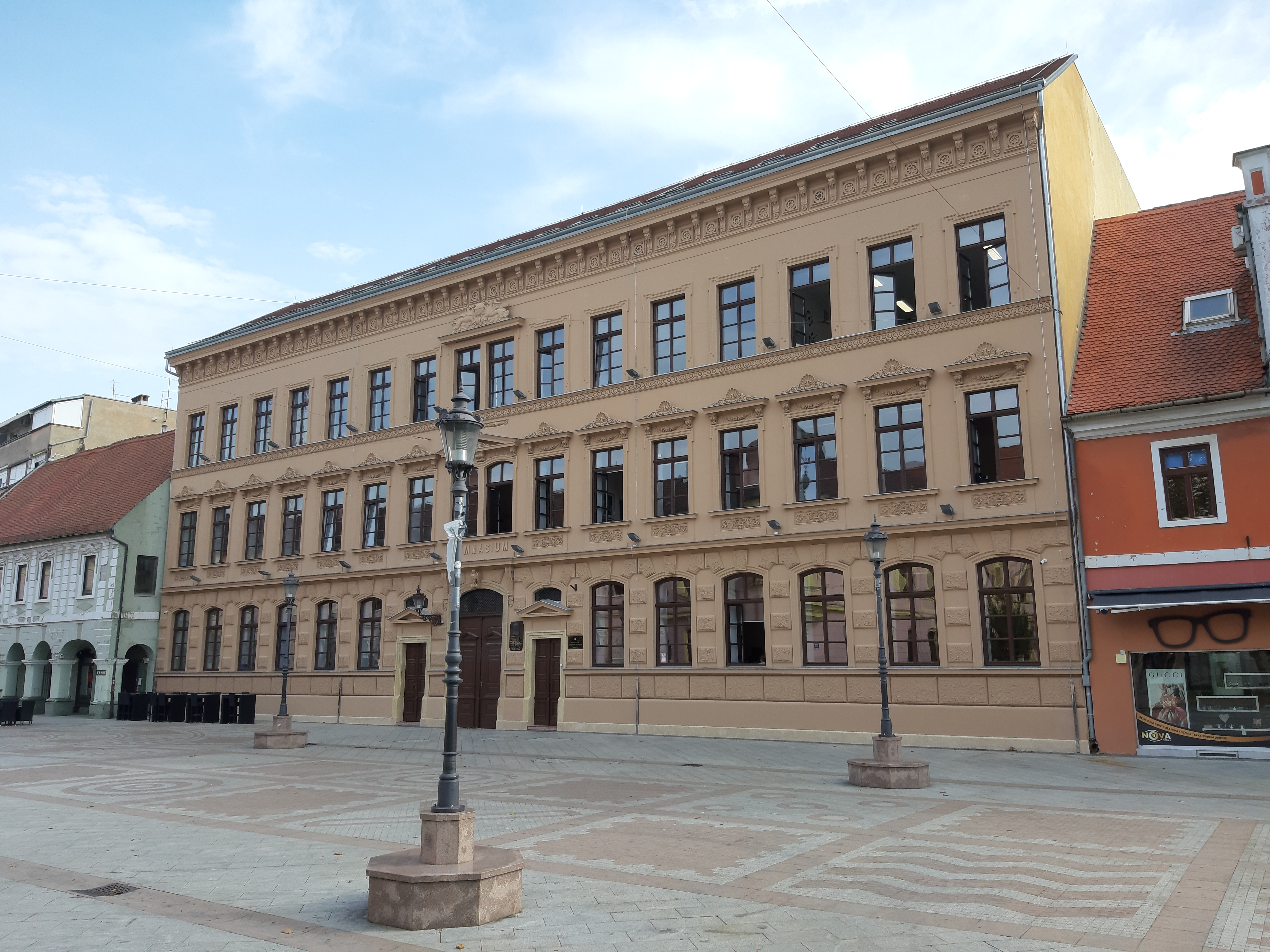
Gymnasium
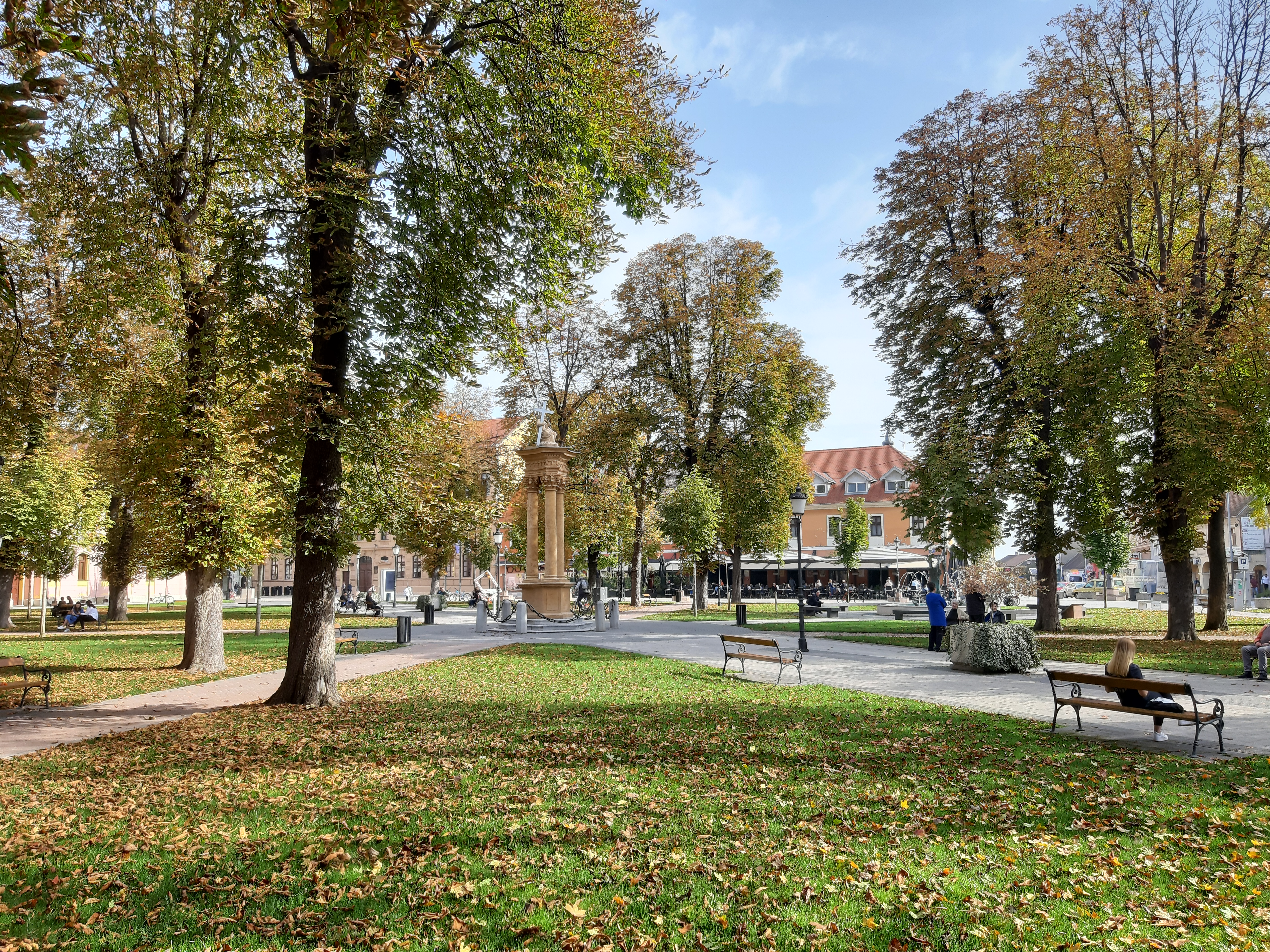
Parkanlage in Vinkovci
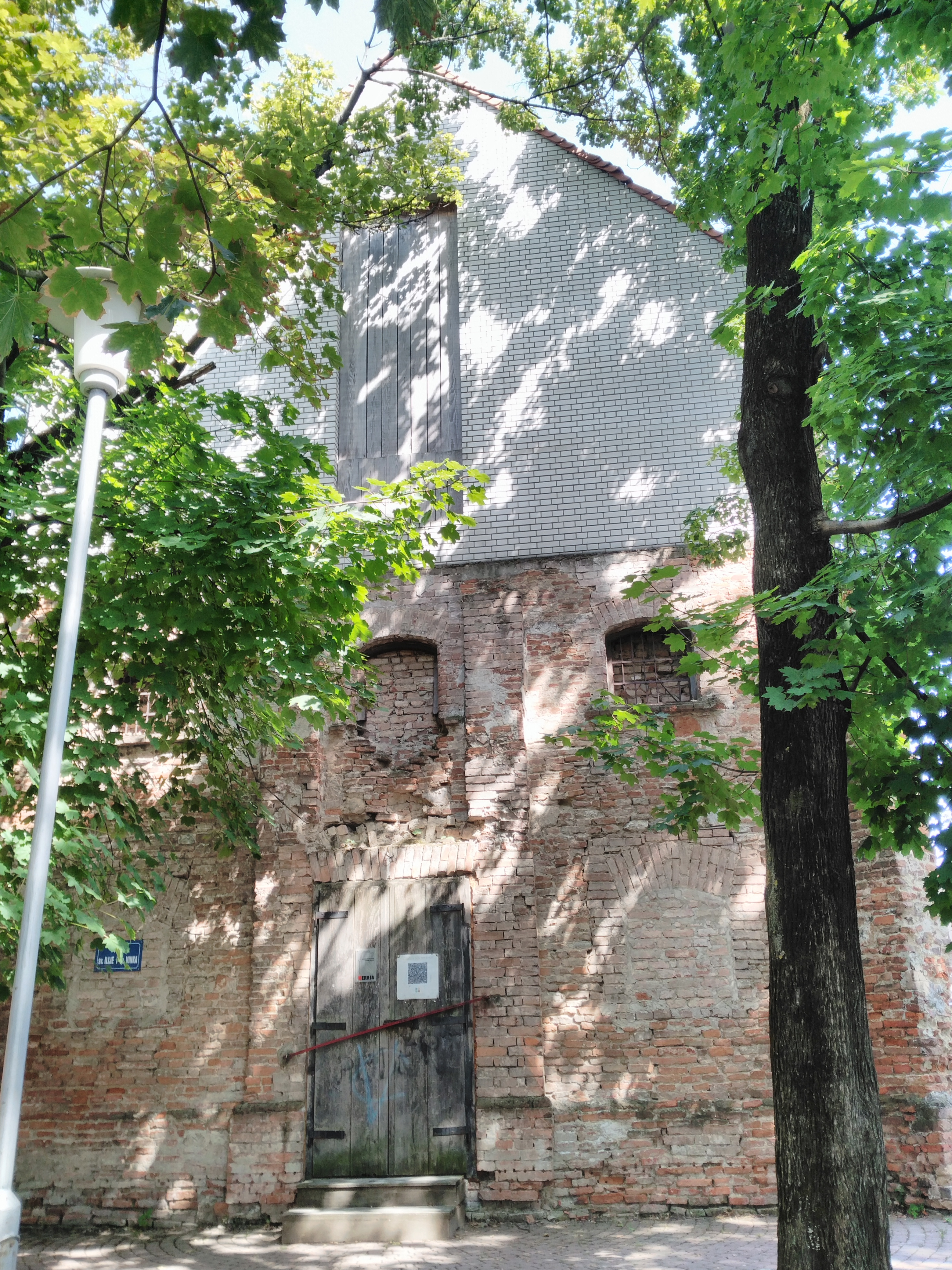
Kirche des Heiligen Elias

- Die ehemalige gotische Kirche des Heiligen Elias wurde bereits im 11. Jahrhundert errichtet. Erweiterungen aus dem 14. und 15. Jahrhundert sind bis heute erhalten geblieben. Im 18. Jahrhundert wurde die Kirche entsakralisiert und in ein Militärgebäude umgewandelt. 1885 ging das Gebäude in Privatbesitz über und grundlegend rekonstruiert. Im Jahr 1965 wurden archäologische Ausgrabungen durchgeführt, die die nördliche frühromanische Phase der Kirche freilegten. Heute dient sie gelegentlich zu Museums- und Galeriezwecken.[15]
- Der Wohnsitz ehemaliger Kommandanten und Offiziere am Ban-Josip-Šokčević-Platz wurde im nördlichen Anbau des späteren Gerichtsgebäudes vermutlich in der zweiten Hälfte des 18. Jahrhunderts errichtet. Das Gebäude hat einen unregelmäßigen rechteckigen Grundriss mit einer symmetrischen Straßenfassade und einem glatten Fassadenabschluss. Das Dach des Gebäudes ist komplex und mit Pfefferziegeln gedeckt.[16]
- Ebenfalls am Ban-Josip-Šokčević-Platz befindet sich das heutige Stadtmuseum im Zentrum von Vinkovci, an der Ecke zum zentralen Stadtpark. Es wurde im Jahr 1775 als Verwaltungsgebäude für das Militär erbaut. Das Gebäude wurde einstöckig, mit rechteckigem Grundriss aus Ziegeln errichtet, das mit einem hohen vierstöckigen Dach und Pfefferziegeln bedeckt wurde.[17]

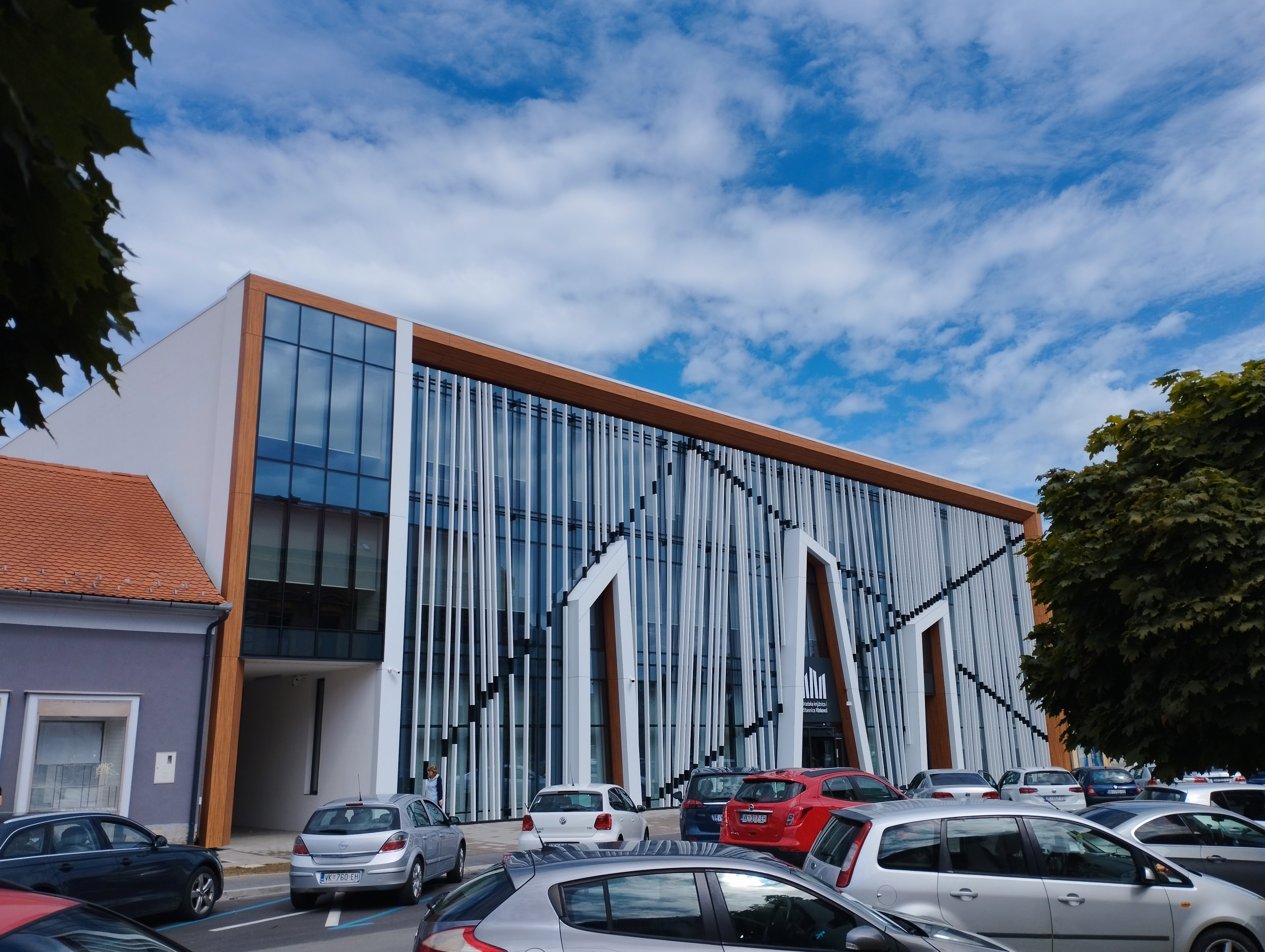
Stadtbibliothek
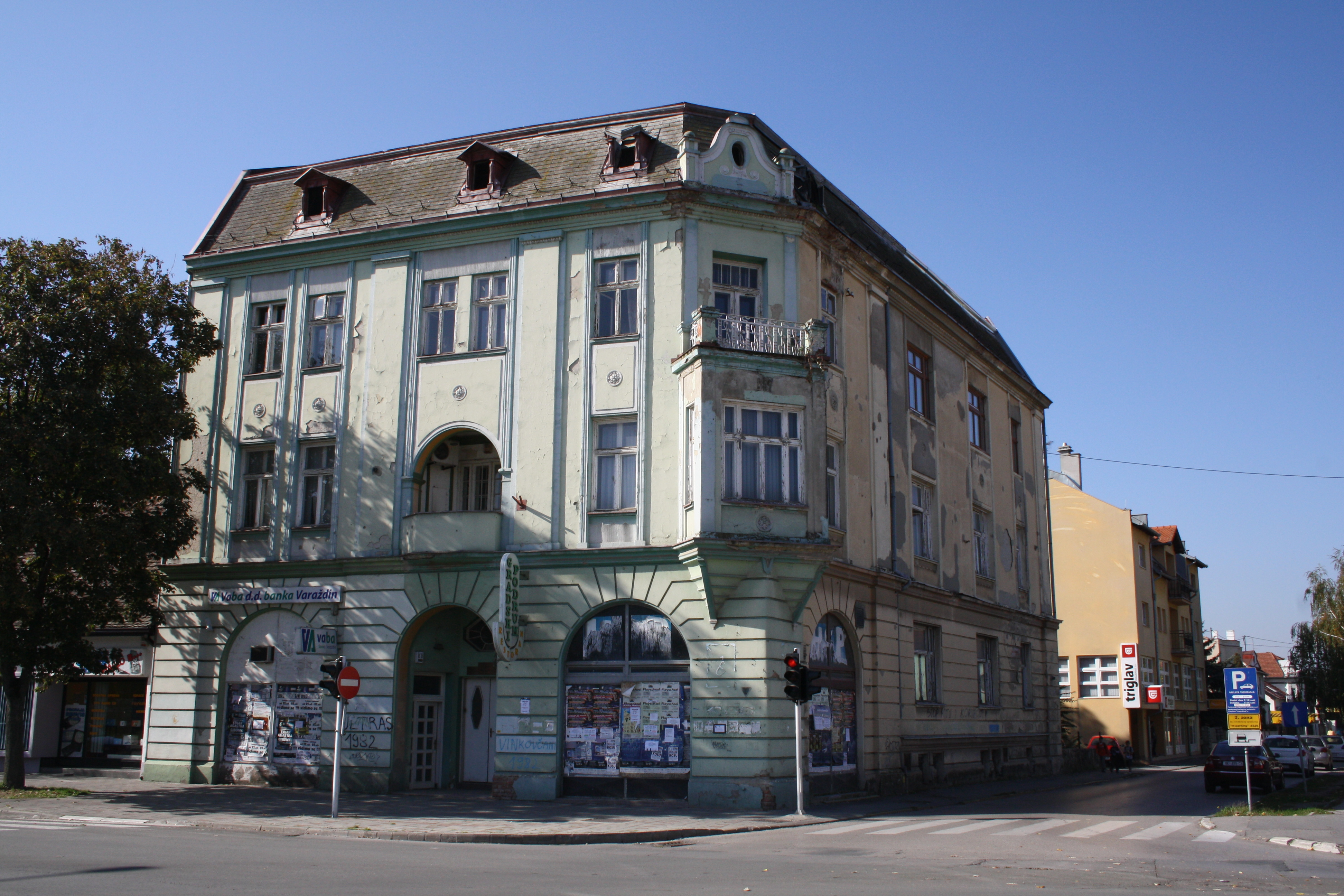
Haus Schlesinger
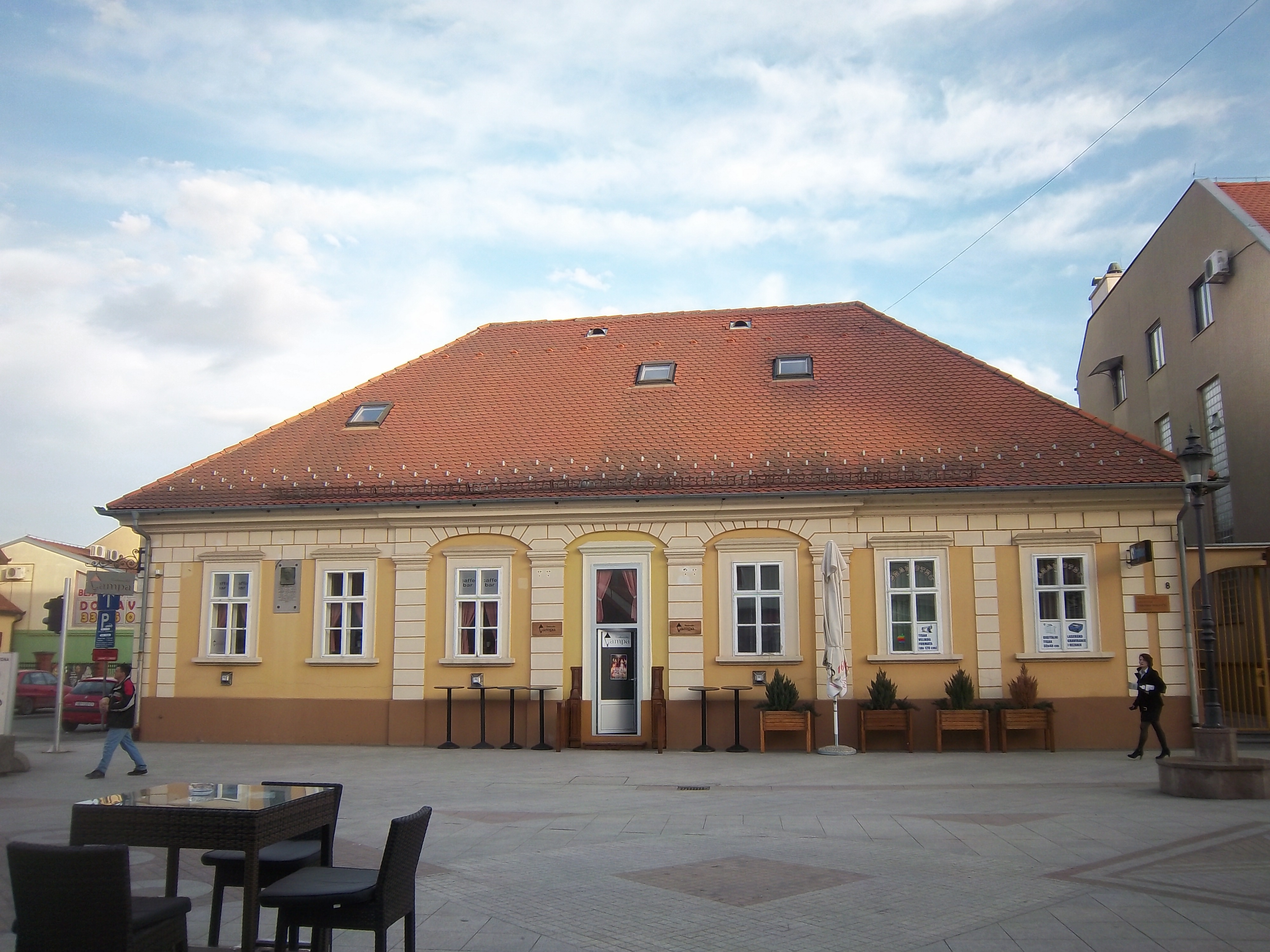
Haus im Barockstil
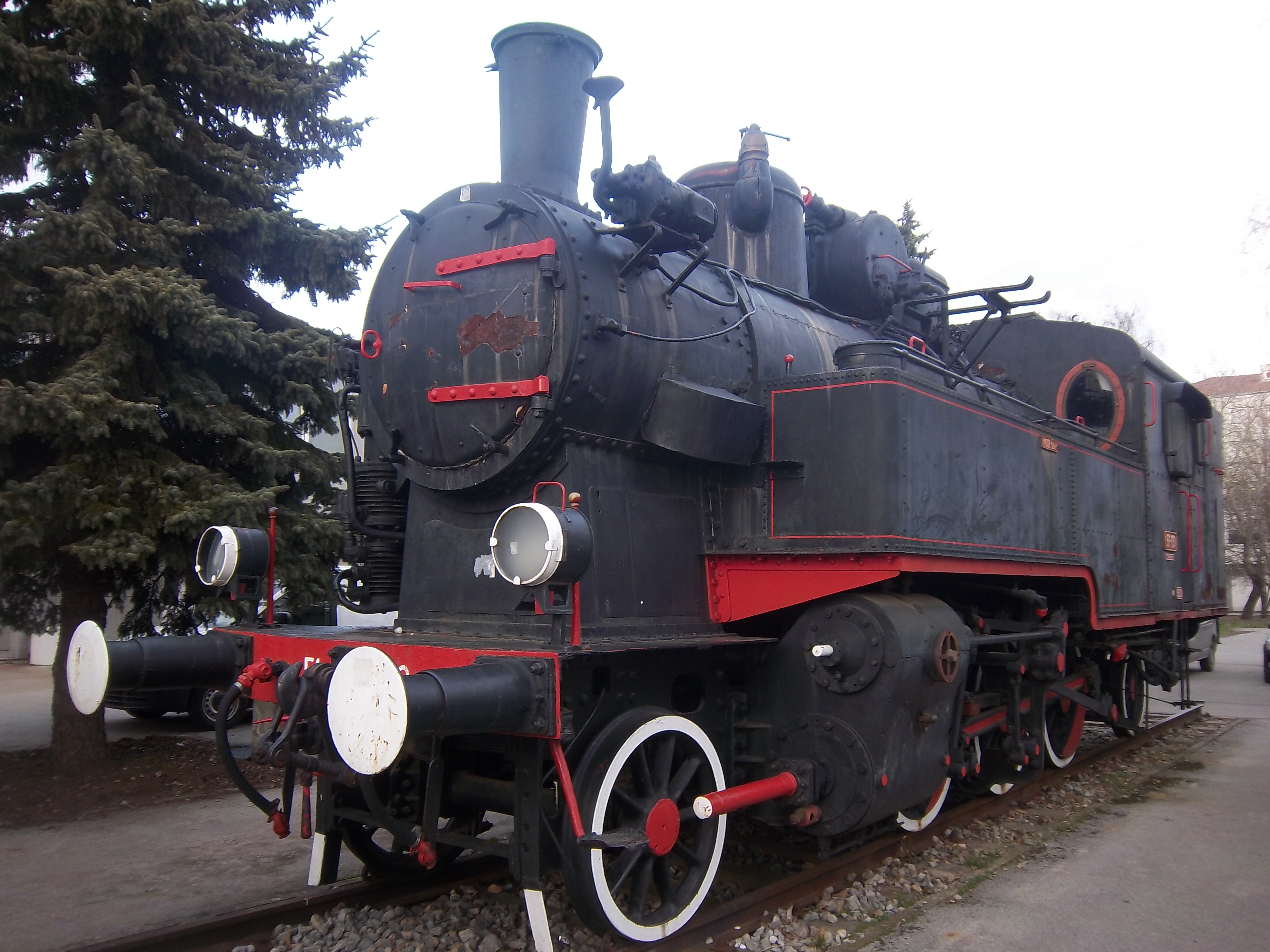
Dampftenderlok Typ JŽ 51133
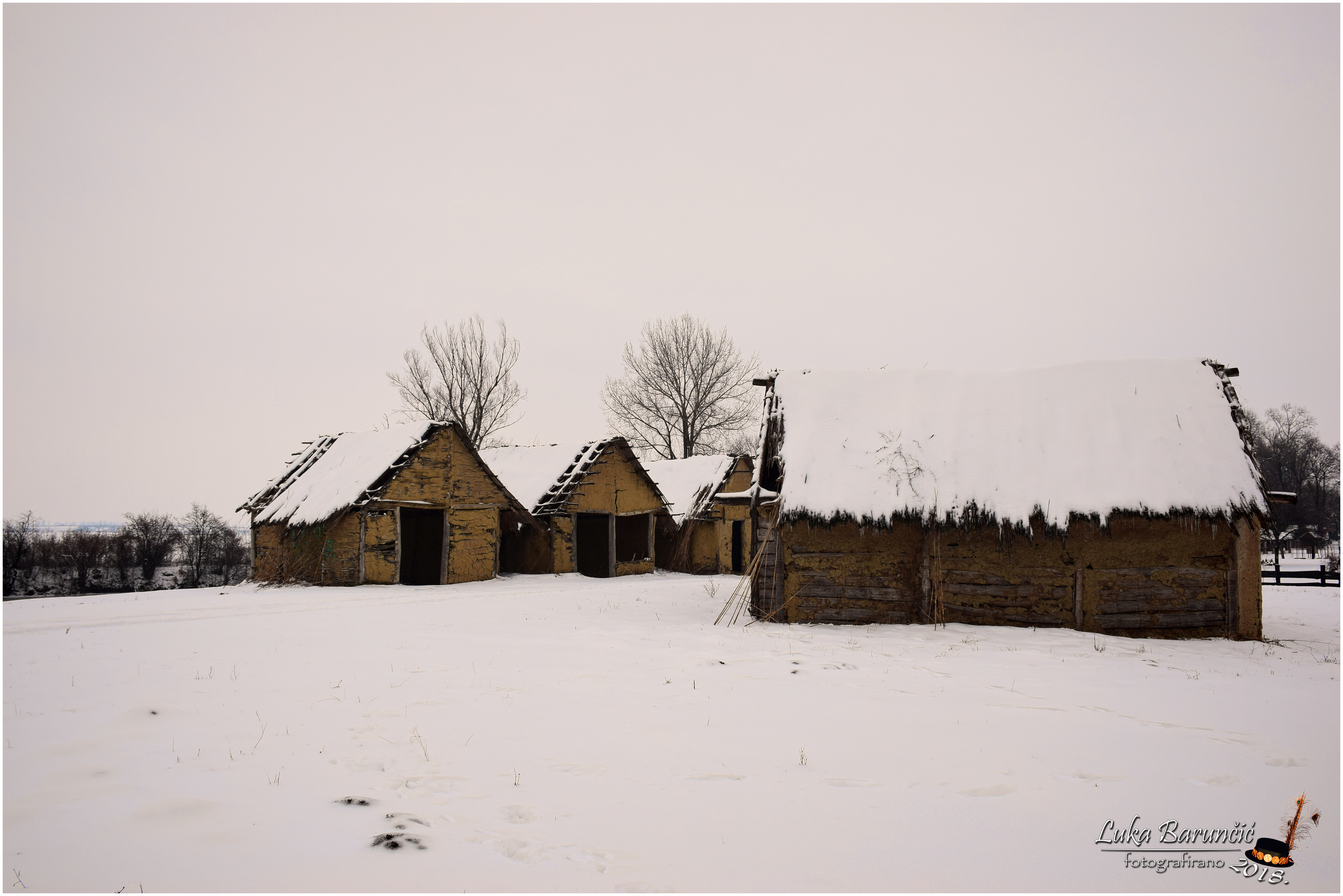
Archäologiepark „Sopot“
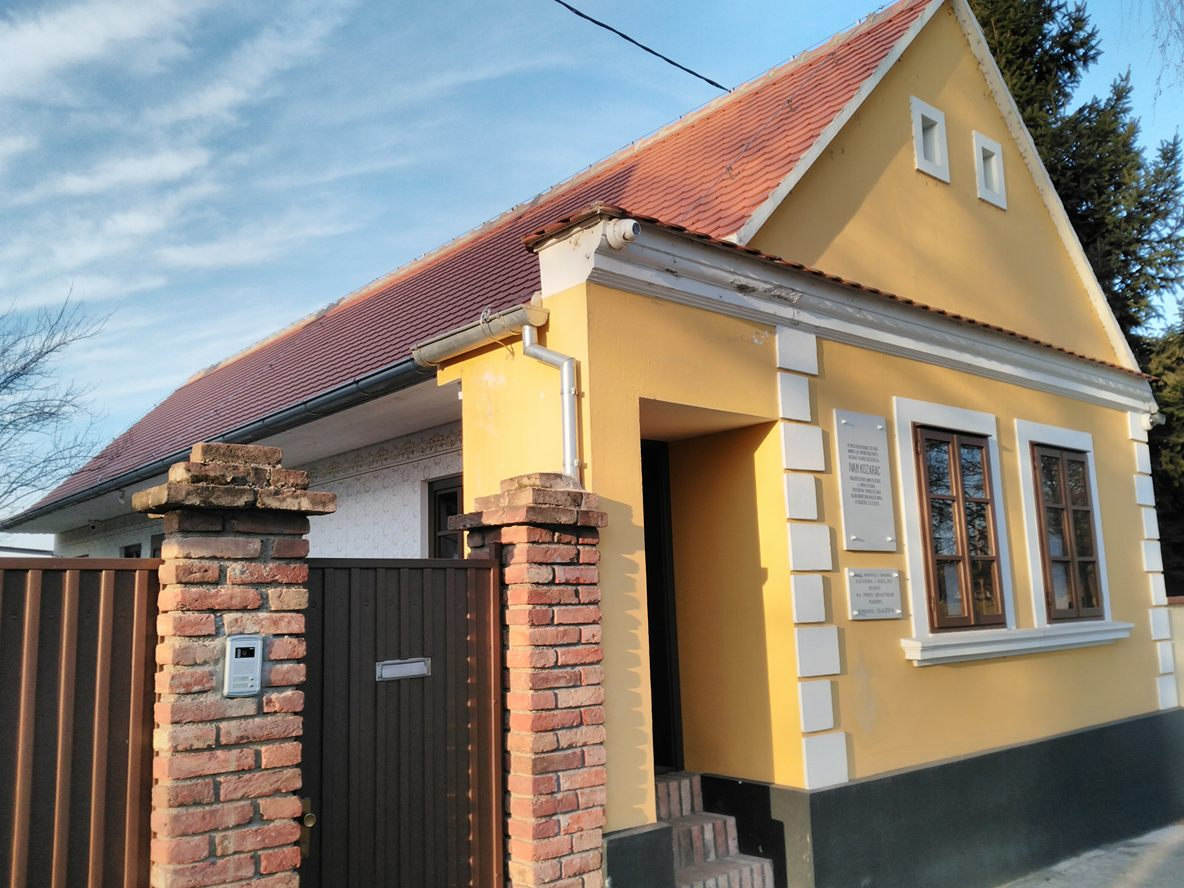
Geburtshaus von Ivan Kozarac
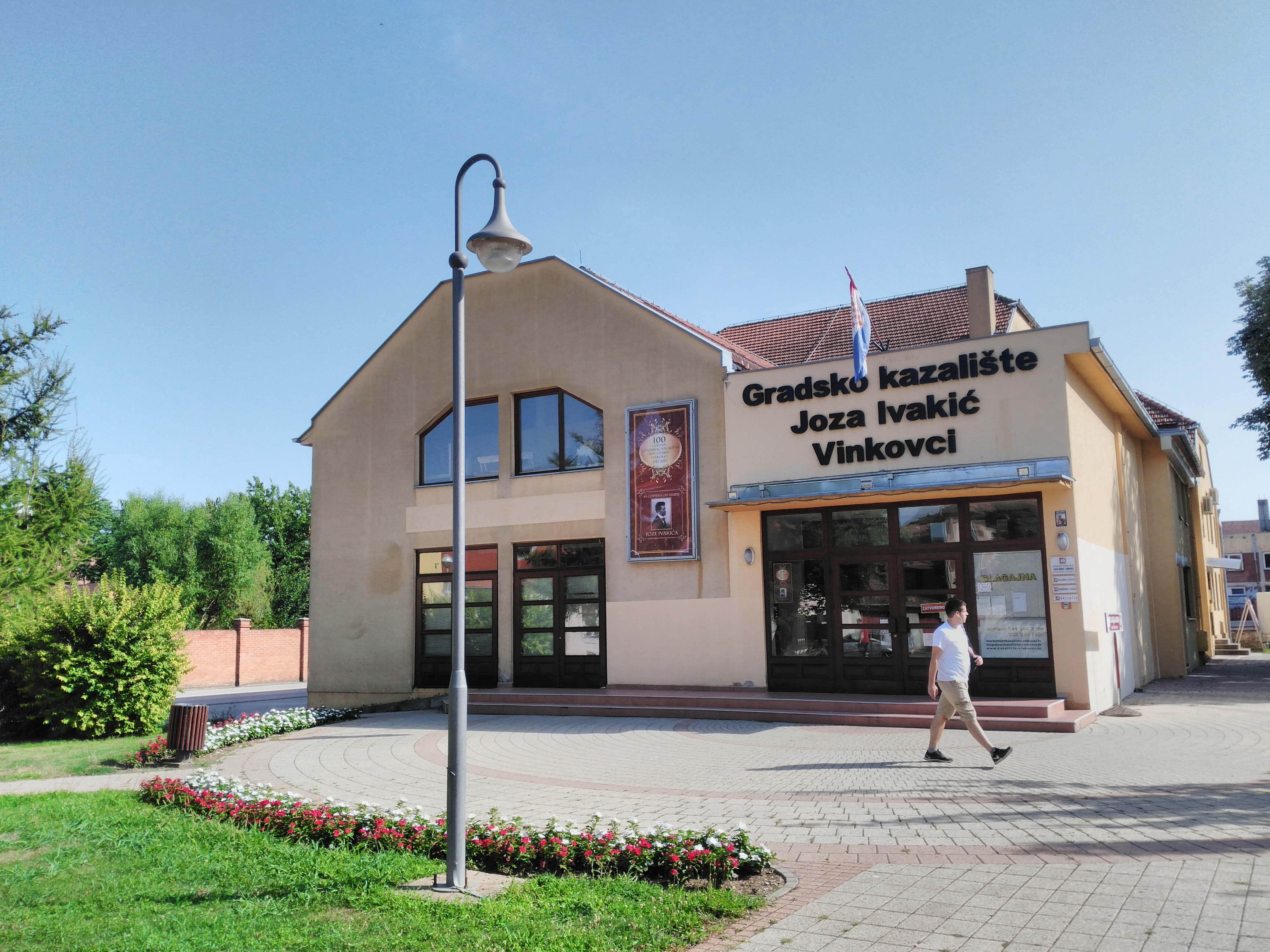
Stadttheater

## Sport- und Kulturvereine
Die Stadt hat kulturell und sportlich sehr viel zu bieten. Im kroatischen Vereinsregister „Registar udruga Republike Hrvatske“ sind 324 aktive Vereine mit Sitz in Vinkovci registriert. 23 Vereine wurden mittlerweile aufgelöst (Stand: IX/2023):
In der Stadt findet neben der Comicstrip-Ausstellung noch jährlich ein Volksfest statt. „Vinkovačke jeseni“ ist ein Herbstfest, auf dem die Kultur und Gebräuche  Kroatiens ausgestellt sind.
Jedes Jahr im Mai findet das Symposium „Schauspieler Festspiel“ statt.
Der Fußballverein HNK Cibalia Vinkovci spielt in der zweithöchsten Fußball-Spielklasse in Kroatien in der 1. kroatischen Fußballliga. Der Verein wurde im Jahr 1919 gegründet und hieß nach Ende des Zweiten Weltkrieges bis 1992 „NK Dinamo Vinkovci“. Der größte Vereinserfolg gelang 1999 mit dem Erreichen des Endspiels im kroatischen Pokalfinale. 

## Bildung

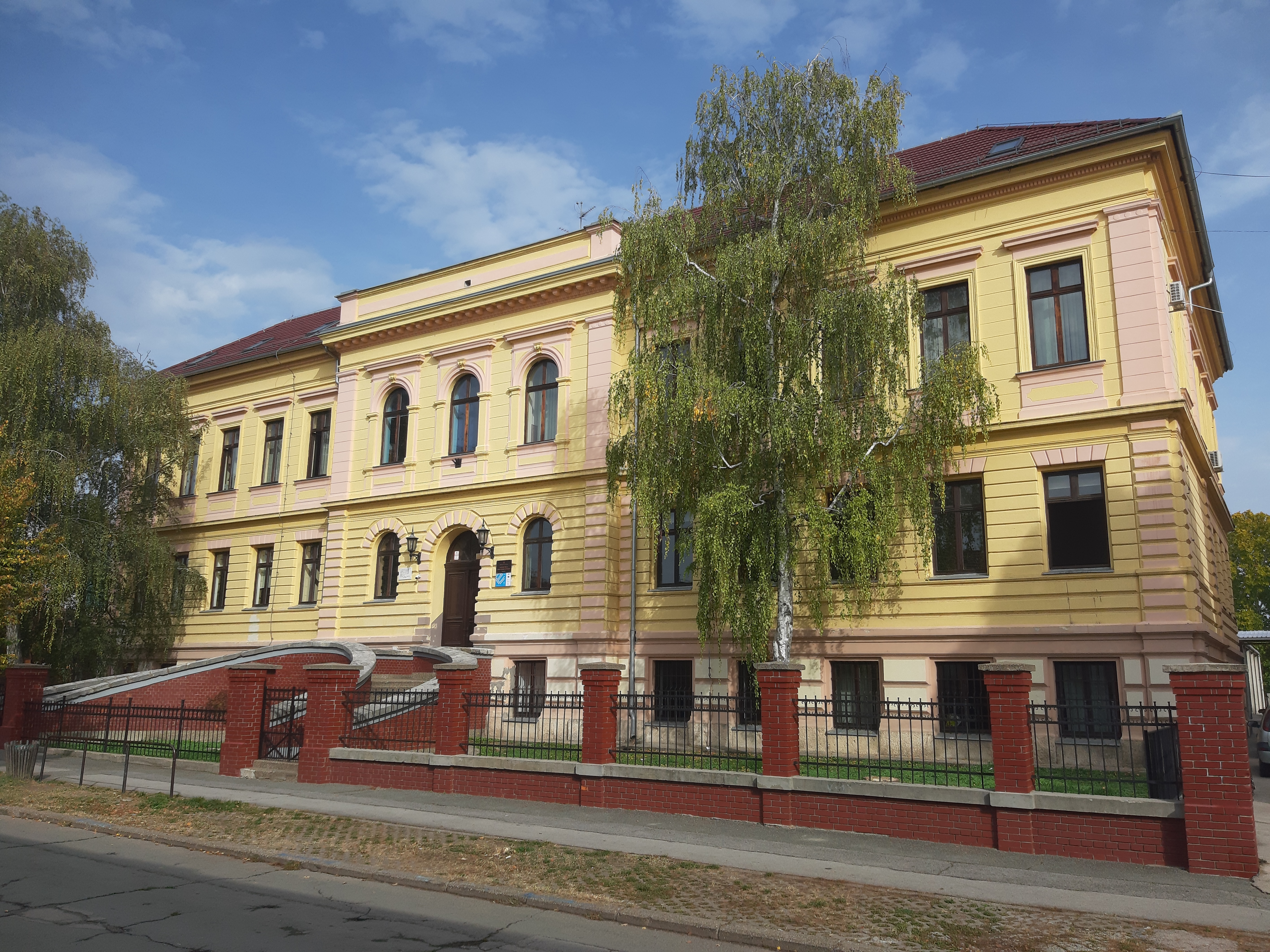
Ivan Goran Kovačić Grundschule

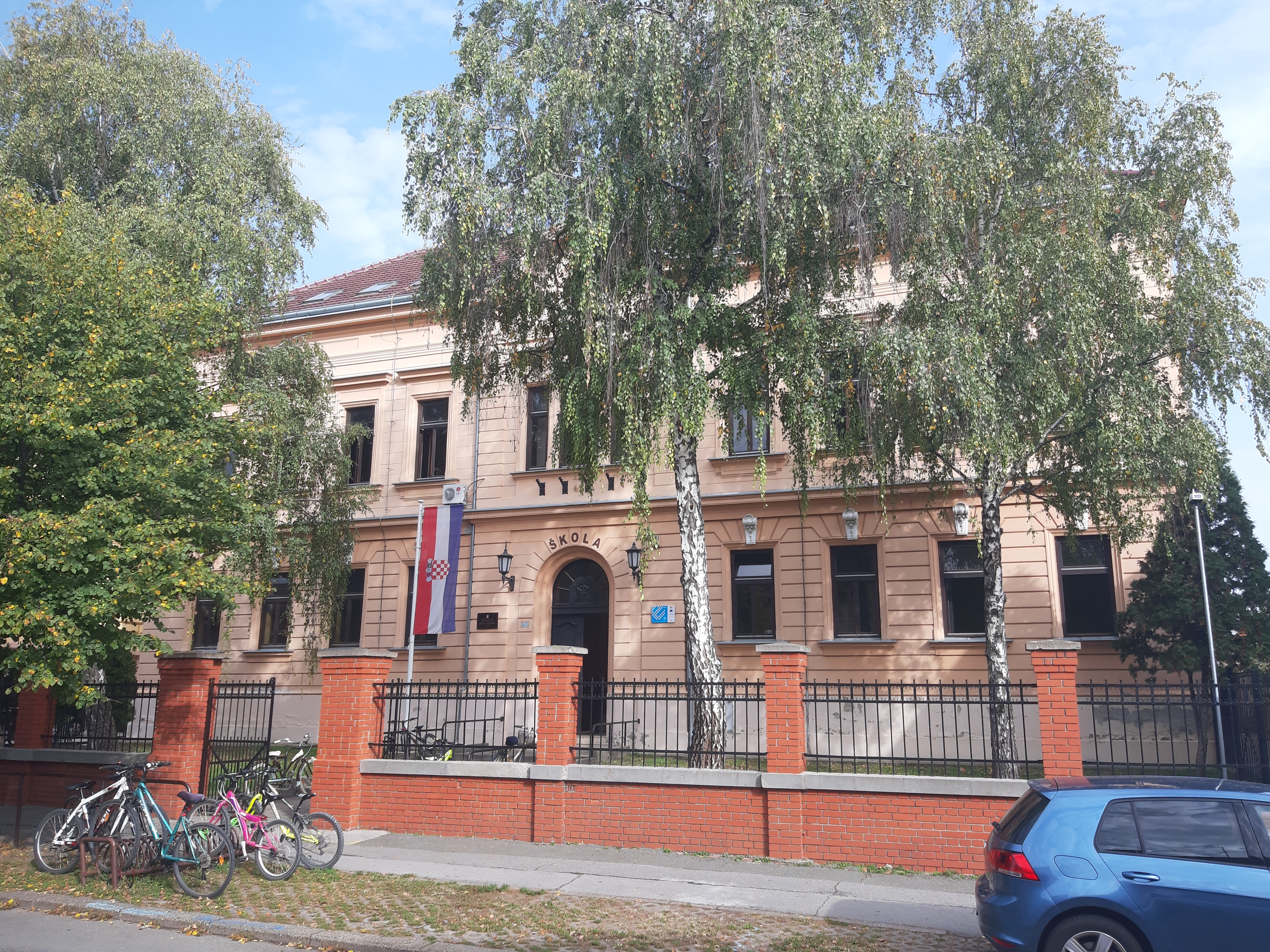
Josip Kozarac Grundschule

### Grundschulen
- Grundschule Antun Gustav Matoš
- Bartol Kašić Grundschule
- Josip Kozarac Grundschule
- Ivan Goran Kovačić Grundschule
- Grundschule Wladimir Nazor
- Ivan Mažuranić Grundschule
- Josip Runjanin Musik-Grundschule

### Mittelschulen und Gymnasien
- Ivan Domac Mittelschule für Wirtschaft und Handel
- Ruđer Bošković Industrieschule
- Silvija Strahimir Kranjčević Mittelschule für Industrie und Handel
- Medizinische Mittelschule Dr. Andrija Štampar
- Höhere Fachschule für Holzbearbeitung
- Mittelschule für Land- und Forstwirtschaft
- Gymnasium Matija Antun Reljković
- Josip Runjanin Musikgymnasium

### Hochschulen
- Landwirtschaftliche Fakultät der Universität Osijek
- Philosophische Fakultät der Universität Osijek
- Fakultät für Architektur der Universität Osijek

## Industrie und Wirtschaft

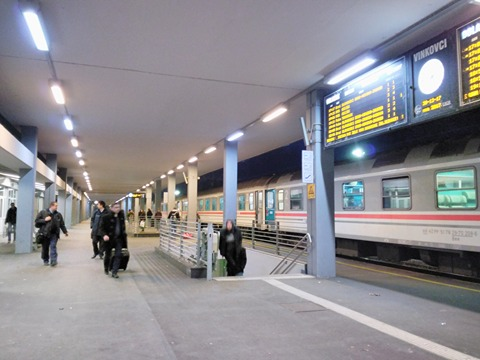
Bahnsteig

Eine bedeutende und wichtige Rolle in der Wirtschaft der Stadt spielt die Eisenbahn. Die wichtigsten Industriezweige sind die Baustoffindustrie (Ziegelei, Kies-/Betonwerke) und die Nahrungsmittelindustrie. Das Unternehmen Dilj GmbH blickt auf eine 90-jährige Tradition in der Herstellung von Ziegeln zurück. Die Spačva AG ist ebenfalls ein bedeutendes holzverarbeitendes Unternehmen, das Parkettböden, Türen und Fenster herstellt. Die Stadt hat eine sehr gut entwickelte Industrie, die trotz des Krieges erhalten blieb. Auch die Textilindustrie entwickelte sich nach dem Krieg sehr stark. Des Weiteren sind in der Stadt viele Handels- und Handwerksbetriebe sowie Gastronomen sesshaft.
Eine der wichtigsten landwirtschaftlichen Betriebe ist die Firma PC Farming, die insgesamt 4400 ha landwirtschaftliche Fläche bewirtschaftet. Auf den Flächen werden Ackerkulturen wie Weizen, Wintergerste, Sonnenblumen, Sojabohnen, Zuckerrüben und Mais angebaut. Für den Bedarf der Saatgutproduktion PIK-Vinkovci plus GmbH werden bestimmte Sorten von Saatweizen, Wintergerste und Sojabohnen angebaut. Mais wird speziell für den Bedarf der Futtermittelbetriebe der Fortenova-Gruppe produziert. Seit 2011 ist der Ackerbau Teil des Systems der integrierten Produktion.

## Freundeskreis und Städtepartnerschaft
Als Vinkovci und Kroatien während des Kroatischen Unabhängigkeitskriegs Hilfe brauchten, halfen u. a. Bürger der Stadt Kenzingen und das Deutsche Rote Kreuz, Kreisverband Emmendingen. Sie entschlossen sich, Kinder aus Vinkovci nach Kenzingen zu bringen, damit diese den Krieg nicht miterleben müssen. Durch diesen humanitären Einsatz entstand nicht nur eine Freundschaft zwischen den Kindern und ihren Gastfamilien, sondern auch zwischen den Städten Vinkovci und Kenzingen. Am 2. Mai 2002 reiste eine Delegation aus Kenzingen nach Vinkovci, um eine Städtepartnerschaft zu vereinbaren. Es wurde beschlossen, die Zusammenarbeit auf  Politik, Kultur, Wirtschaft und Sport zu erweitern. Es gab weitere gemeinsamen Projekte, Spenden und einen Schüleraustausch. Am 8. Juli 2007 wurde die Urkunde zur Begründung der Städtepartnerschaft von Oberbürgermeister  Mladen Karlić und Bürgermeister Matthias Guderjan in Kenzingen unterzeichnet.

## Persönlichkeiten
- Matija Antun Reljković (1732–1798), Aufklärer und Schriftsteller
- Josif Runjanin (1821–1878), Offizier und Komponist der kroatischen Staatshymne
- Ivan Kozarac (1885–1910), Schriftsteller
- Wilhelm Heger (1904–1982), Unternehmer
- Rikard Lang (1913–1994), Ökonom und Jurist, Hochschullehrer
- Hans Freistadt (1945–2019), deutscher Boxer, Europameister 1965 im Fliegengewicht
- Goran Hadžić (1958–2016), Politiker
- Zdravko Miljak (* 1960), Handballspieler
- Davor Škrlec (* 1963), Ingenieurwissenschaftler und Politiker
- Snježana Petika (* 1967), Handballspielerin und -trainerin
- Vesna Tominac Matačić (* 1968), Schauspielerin
- Saša Drakulić (* 1972), serbischer Fußballspieler
- Mirko Filipović (alias Crocop; * 1974), Kampfsportler und PRIDE-Weltmeister 2006 im Schwergewicht
- Danijel Ljuboja (* 1978), serbisch-französischer Fußballspieler
- Dalibor Bartulović (alias Shorty; * 1980), Hip-Hop-Künstler
- Domagoj Duspara (* 1987), Fußballspieler
- Renato Kelić (* 1991), Fußballspieler
- Antonio Vidović (* 1996), Fußballspieler
- Mia Wild (* 2006), Leichtathletin